# Some Day the Sun Won't Shine for You
«Some Day the Sun Won't Shine for You» es la segunda canción del primer álbum de los Jethro Tull, This Was.

## Intérpretes
- Ian Anderson: voz, flauta, armónica, claghorn y piano.
- Mick Abrahams: guitarra, guitarra de 9 cuerdas y voz.
- Clive Bunker: batería, hooter, charm bracelet y percusión.
- Glenn Cornick: bajo.

## Versiones de "Some Day the Sun Won't Shine for You" realizadas por Jethro Tull
| Año  | Título                                                    | Autor          | Interpretaciones | Tiempo | Álbum (CD) / EP / Single de referencia                                 |
| ---- | --------------------------------------------------------- | -------------- | ---------------- | ------ | ---------------------------------------------------------------------- |
| 1968 | "Some Day the Sun Won't Shine for You" (versión original) | (Ian Anderson) |                  | 2:49   | This Was                                                               |
| 1992 | "Some Day the Sun Won't Shine for You" (en vivo)          | (Ian Anderson) |                  | 3:59   | A Little Light Music                                                   |
| 1992 | "Some Day the Sun Won't Shine for You" (en vivo)          | (Ian Anderson) |                  | 2:01   | The Beacons Bottom Tapes / The 25th Anniversary Boxed Set (Disco Tres) |
| 2001 | "Some Day the Sun Won't Shine for You" (en vivo)          | (Ian Anderson) |                  | 4:13   | Living with the Past                                                   |
| 2003 | "Some Day the Sun Won't Shine for You" (en vivo)          | (Ian Anderson) |                  | 4:20   | Live at Montreux 2003                                                  |

## Versión del tema incluido en el álbumThis Is!de Mick Abrahams
| #  | Título                                 | Autor          | Tiempo |
| -- | -------------------------------------- | -------------- | ------ |
| 6. | "Some Day the Sun Won't Shine for You" | (Ian Anderson) | 4:11   |